# Barbus brachygramma
Barbus brachygramma és una espècie de peix de la família dels ciprínids i de l'ordre dels cipriniformes.
Poden assolir fins a 5,2 cm de longitud total. Es troba al curs superior del riu Congo a Àfrica.